# Vogar
Die Gemeinde Vogar (isl. Sveitarfélagið Vogar) mit ihrer gleichnamigen Stadt liegt im Südwesten Islands an der Nordseite der Halbinsel Reykjanes.
Am 1. Januar 2023 hatte die Gemeinde 1396 Einwohner, davon lebten 1287 in der Stadt Vogar. Bis zum 10. Januar 2006 trug die Landgemeinde den Namen Vatnsleysuströnd (isl. Vatnsleysustrandarhreppur).

## Vogar

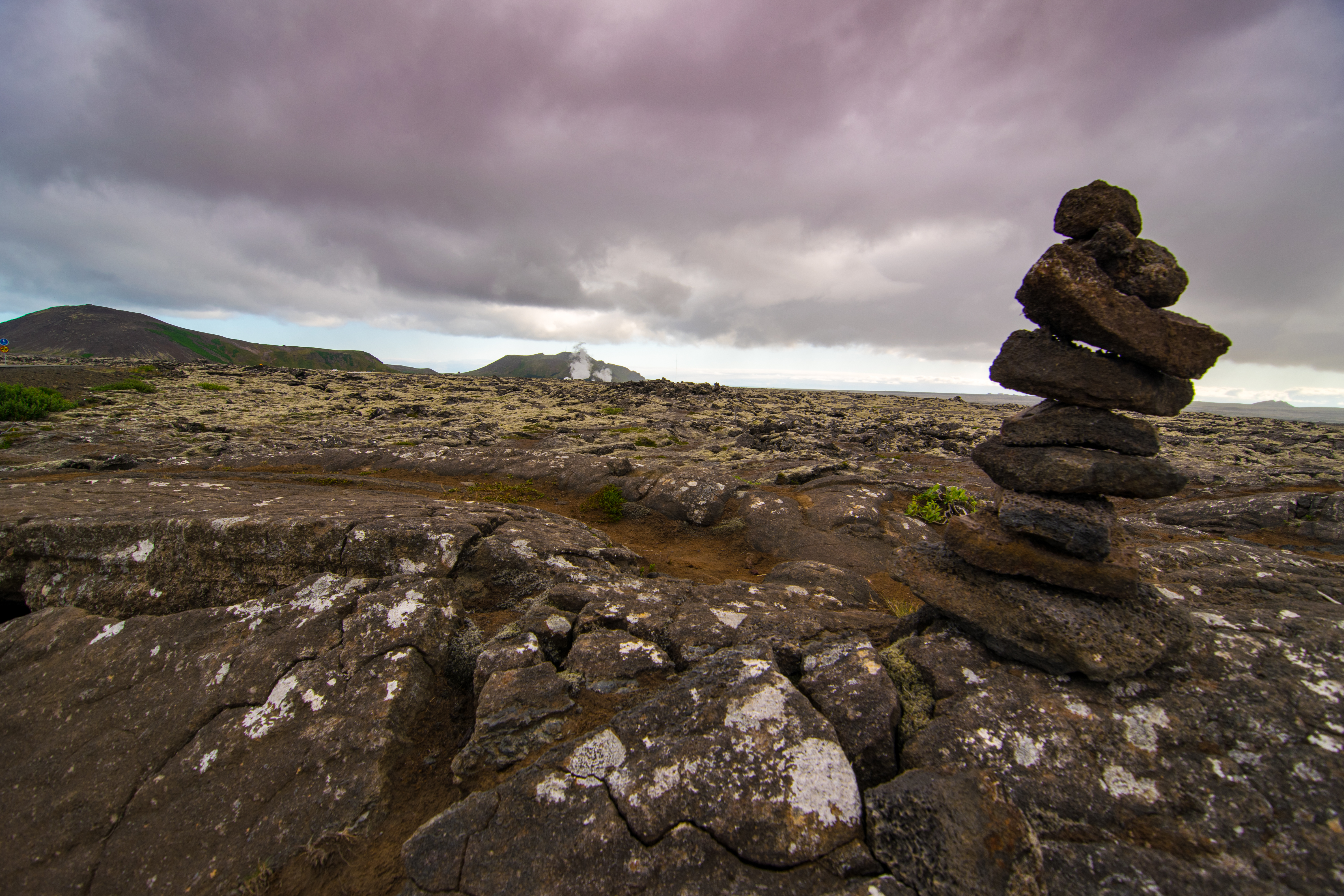
Lavafeld Arnarseturshraun

Vogar (dt. „(Kleine) Buchten“) ist eine Stadt an der Nordküste der Reykjanes-Halbinsel, etwa 30 Kilometer von der Hauptstadt Reykjavík entfernt. Vogar liegt an der Bucht Vogavík im Stakksfjörður, einem Teil des weiten Faxaflói. Die Umgebung ist geprägt von den weiten Lavaflächen der Þráinsskjaldarhraun und der Arnarseturshraun. Der nächstgrößere Ort ist das etwa 10 Kilometer westlich von Vogar gelegene Njarðvík.
Die Entwicklung der Stadt in der unmittelbaren Hauptstadtregion war bisher weitgehend von den Fortschritten und Veränderungen in Bezug auf den Fischfang bestimmt. Mit dem Beginn des Einsatzes von Motorbooten und der daraus folgenden Ablösung der traditionellen offenen Ruderboote endete auch die wirtschaftliche Blütezeit des kleinen Fischerortes, da der Hafen für diese Schiffe zu wenig Raum bot. In den letzten Jahren verzeichnet die Bevölkerung des Ortes weiter einen Zuwachs durch Ansiedlung von Einwohnern aus dem Großraum Reykjavík.
Im 19. Jahrhundert lebte der Bauer Jón Daníelsson in Vogar, der angeblich einen 450 kg schweren Stein von seinem Feld trug. Dieser Stein liegt als Denkmal vor der örtlichen Schule.

## Verkehr
Die Regionalbuslinie 87 der Straeto endet in Vogar.

## Söhne und Töchter
- Jón Dan Jónsson (* 10. März 1915 in Brunnastaðir, Vogar; † 27. Februar 2000 in Reykjavík), Schriftsteller